# Agnes Meyer Driscoll
Agnes Meyer Driscoll (Geneseo, 24 de julho de 1889 - Washington D.C., 16 de setembro de 1971) foi uma criptoanalista estadunidense, que quebrou os códigos navais japoneses durante a Segunda Guerra Mundial, enquanto servia a Marinha dos Estados Unidos. Entrou para o Hall de Honras da Agência de Segurança Nacional dos Estados Unidos, no ano 2000.

## Biografia

### Vida pessoal
Nasceu no dia 24 de julho de 1889, em Geneseo, como Agnes May Meyer. A terceira filha de Lucy Andrews Shaw Meyer e Gustav Frederick Meyer, em uma família com oito filhos. Mudou-se com sua família para Westerville, em Ohio.
Frequentou a Business School, em Amarillo; Entre os anos de 1907 e 1909, estudou na  Universidade Otterbein, em Westerville; Estudou na Universidade Estadual de Ohio, se formando em 1911. Era proficiente em alemão, francês, latim e japonês; e possuía conhecimento em estenografia. Após sua formatura, mudou-se para Amarillo, no Texas.
Casou-se com Michael Bernard Driscoll, no dia 12 de agosto de 1925, em Washington D.C., que veio a falecer em 3 de dezembro de 1964, devido a um ataque cardíaco.
Faleceu 16 de setembro de 1971, em Washington D.C.; e foi sepultada no Cemitério Nacional de Arlington.

### Vida profissional
Trabalhou como diretora de música na academia militar Lowrey-Phillips, entre os anos de 1912 e 1915. Entre 1915 e 1918, trabalhou como presidente do departamento de matemática da  Amarillo High School.
Em 22 de junho de 1918, alistou-se na Marinha dos Estados Unidos; Serviu em Washington DC, no Estaleiro da marinha; e depois foi transferida para o Departamento de Navegação. Em 1 de fevereiro de 1919, subiu para Chefe Yeoman. Sendo dispensada com honra em 5 de fevereiro de 1920. Foi contratada imediatamente, como civil, para trabalhar no Gabinete do Diretor de Comunicações Navais, na função de estenógrafa e depois de escriturária.
Em 1924, trabalhou para o Laboratório Riverbank, no Departamento de Cifras; e com Edward Hugh Hebern, para testar uma nova máquina de decodificação de cifras, onde Driscoll provou ter uma grande habilidade em criptografia.

Em meados de 1924, retornou para a Marinha dos Estados Unidos, trabalhando na seção Código e Sinal, e foi co-criadora da CM (crypto-machine), uma das máquinas de cifra da marinha americana. Entre os anos de 1924 e 1940, Driscoll treinou alguns oficiais, como Rochefort e o capitão Thomas Dyer, na criptologia; quebrou os códigos manuais da marinha japonesa (Código do Livro Vermelho e o Código do Livro Azul); fez incursões no código operacional japonês JN-25; e liderou o ataque à máquina de cifra japonesa M-1. Em 1949, foi trabalhar para a Agência de Segurança das Forças Armadas (AFSA), onde atuou na equipe do Projeto Venona, que codificava mensagens de espionagem soviéticas. Driscoll se aposentou em 31 de julho de 1959. 